# Селенит неодима(III)
Селенит неодима(III) — неорганическое соединение, 
соль металла неодима и селенистой кислоты
с формулой Nd2(SeO3)3,
кристаллы,
не растворяется в воде,
образует кристаллогидраты.

## Получение
- Обменная реакция растворимых соединений неодима и селенитов или селенистой кислоты:

{\displaystyle {\mathsf {Nd_{2}(SO_{4})_{3}+3H_{2}SeO_{3}\ {\xrightarrow {}}\ Nd_{2}(SeO_{3})_{3}\downarrow +3H_{2}SO_{4}}}}

## Физические свойства
Селенит неодима(III) образует кристаллы.
Не растворяется в воде, р ПР = 27,8.
Образует кристаллогидрат состава Nd2(SeO4)3•8H2O.